# Mouse on Mars
Mouse on Mars es un dúo alemán, compuesto por Jan St. Werner, nacido en Düsseldorf, y por Andi Toma, nacido en Colonia. El dúo viene realizando música electrónica desde 1993. Su estilo es un tanto peculiar y en ocasiones kitsch, mezclando el techno, el trance, la música disco y el ambient, con un alto contenido de sonidos de sintetizadores análogos. La banda ha sido influenciada por artistas de krautrock como Can, Neu!, Cluster y Kraftwerk. En vivo, también utilizan instrumentos convencionales del rock como batería, bajo y guitarra.
El primer álbum del dúo, llamado Vulvaland, fue lanzado en 1994 por el sello británico Too Pure. Este álbum, en el que mezclan ambient y tecno, produjo un gran impacto y es el de mayor resonancia del dúo. A propósito de este álbum se acuñó el término post-rock. El segundo disco, Iaora Tahiti, tiene un sonido mucho más lúdico y abarca una amplia variedad de géneros de la música electrónica.
Con el tiempo su sonido se fue volviendo más entusiasta y alocado. Es cuando aparece el cuarto álbum de estudio del dúo Niun Niggung, lanzado por Domino Records el 2000 y en donde los instrumentos en vivo comienzan a tener mayor protagonismo. Idiology, el quinto álbum mantiene esa misma tendencia, mientras que uno más reciente, Radical Conector es más cercano al pop. En ambos álbumes se ve incrementada la presencia de voces, principalmente las del baterista que los acompaña en la gira Dodo Nkishi.
En sus presentaciones en vivo, en Mouse on Mars normalmente tocan tres músicos, con Toma y St. Werner reforzados por el baterista Dodo Nkishi. El 2005 lanzaron su primer álbum en vivo llamado Live 04.
Mouse on Mars ha colaborado en estudio y en giras con Stereolab desde mediado de los 90. El resultado puede ser oído en el álbum de Stereolab Dots and Loops, y en el sencillo Miss Modular publicado entre ambos grupos, además del EP de Mouse on Mars Cache Cœur Naïf. Por la misma época, el dúo coprodujo el álbum Time Pie de Yamo, el nuevo proyecto del ex Kraftwerk Wolfgang Flür.
St. Werner ha lanzado un proyecto solista bajo el nombre Lithops, y trabaja junto a Markus Popp en el grupo Oval.
Mientras editaban álbumes bajo un sello independiente británico, Mouse on Mars comenzaba su propio sello, Sonig, en el cual han lanzado parte de su propio trabajo como también trabajo de otros artistas alemanes. Han producido algunos EP y han grabado música para películas, así como también remezclas de trabajo de otros músicos. 
El dúo también colaboró con Mark E. Smith de The Fall bajo el nombre de Von Südenfed. Su primer álbum se titula Tromatic Reflexxions.

## Discografía
- 1994 - Vulvaland
- 1995 - Iaora Tahiti
- 1997 - Autoditacker
- 1997 - Instrumentals
- 1998 - Glam
- 2000 - Niun Niggung
- 2001 - Idiology
- 2003 - Rost Pocks
- 2004 - Radical Connector
- 2005 - Live 04
- 2006 - Varcharz
- 2012 - Parastrophics